# Јужни Судан на Светском првенству у атлетици на отвореном 2023.
Јужни Судан је учествовао на 19. Светском првенству у атлетици на отвореном 2023. одржаном у Будимпешти од 19. до 27. августа четврти пут. Репрезентацију Јужног Судана представљао је 1 атлетичар који се такмичио у трци на 1.500 метара.,
На овом првенству такмичар Јужног Судана није освојио ниједну медаљу али је оборио лични рекорд.

## Учесници
Мушкарци:
- Абрахам Гем — 1.500 метара

## Резултати

### Мушкарци
| Атлетичар   | Дисциплина | Лични рекорд | Квалификације | Квалификације | Полуфинале           | Полуфинале           | Финале               | Финале       | Детаљи |
| Атлетичар   | Дисциплина | Лични рекорд | Резултат      | Место         | Резултат             | Место                | Резултат             | Место        | Детаљи |
| ----------- | ---------- | ------------ | ------------- | ------------- | -------------------- | -------------------- | -------------------- | ------------ | ------ |
| Абрахам Гем | 1.500 м    | 3:39,30      | 3:37,85 ЛР    | 9. у гр. 1    | Није се квалификовао | Није се квалификовао | Није се квалификовао | 33 / 41 (42) |        |